# Nopți de cristal
Nopți de cristal (greacă Κρυστάλλινες νύχτες Krystallines nychtes) este un film grecesc dramatic din 1992 regizat de Tonia Marketaki. A fost proiectat în secțiunea Un Certain Regard la Festivalul de Film de la Cannes din 1992.

## Prezentare
În această poveste de dragoste cu tema supranaturală, o nemțoaică din perioada interbelică este inițiată într-un fel de ordin ezoteric/psihic și află astfel că sufletul ei pereche se va naște abia peste câțiva ani. Până în 1936, ea s-a mutat în Grecia împreună cu soțul ei grec și acolo îl întâlnește pe Alberto, un foarte tânăr grec, evreu, care este evident bărbatul pe care l-a căutat. Cei doi sunt capabili să-și citească gândurile unul celuilalt și să facă acest lucru în mijlocul unei întâlniri sexuale. În ciuda atracției băiatului pentru ea, el o respinge din cauza vârstei ei. Ea se sinucide și se naște aproape imediat ca cineva capabil să-și protejeze partenerul ideal de germani. Mai târziu, ca tânără, ea are din nou o legătură cu Alberto, care din nou o respinge din cauza diferențelor de vârstă. Flashback-urile indică faptul că această situație a făcut parte din viața lor timp de mai multe reîncarnări.

## Distribuție
- François Delaive - Albert
- Michele Valley - Isabella
- Tania Tripi - Anna
- Katerina Baka
- Spiros Bibilas
- Yorgos Charalabidis
- Kelly Ioakeimidou
- Kelly Karmiri
- Faidon Kastris
- Dimitris Katsimanis
- Alexandros Koliopoulos
- Frosso Litra
- Giorgos Mihailidis
- Ovidiu Iuliu Moldovan
- Tassos Palatzidis
- Manos Vakousis
- Melina Vamvaka
- Manos Pantelidis - The Snitch (nemenționat)